# Distretto di Santarém
Il distretto di Santarém è un distretto del Portogallo. Gran parte del distretto costituiva il nucleo della provincia tradizionale del Ribatejo e comprende anche comuni della Beira Bassa (Beira Baixa) e della Beira Litorale (Beira Litoral). Confina con i distretti di Leiria e Castelo Branco a nord, di Portalegre a est, di Évora e Setúbal a sud e di Lisbona a ovest. La superficie è di 6.747 km² (3º maggior distretto portoghese), la popolazione residente (2001) è di 475.344 abitanti. Capoluogo del distretto è Santarém.
Il distretto di Santarém è diviso in 21 comuni:
- Abrantes
- Alcanena
- Almeirim
- Alpiarça
- Benavente
- Cartaxo
- Chamusca
- Constância
- Coruche
- Entroncamento
- Ferreira do Zêzere
- Golegã
- Mação
- Ourém
- Rio Maior
- Salvaterra de Magos
- Santarém
- Sardoal
- Tomar
- Torres Novas
- Vila Nova da Barquinha

Fino al 2002, il distretto apparteneva quasi totalmente alla regione Lisbona e Valle del Tago, a eccezione di Mação, l'unico comune che apparteneva alla regione Centro e alla subregione del Pinhal Interno Sud. Gli altri comuni costituivano due subregioni di Lisbona e Valle del Tago: Medio Tago e Lezíria do Tejo.
Nella attuale divisione del paese, il distretto è diviso tra le regioni Centro e Alentejo; le subregioni del Medio Tago (Médio Tejo) e del Pinhal Interno Sud (Pinhal Interior Sul) appartengono al Centro, la Lezíria do Tejo appartiene all'Alentejo.
Quindi, in sintesi:
- Regione Centro
  - Medio Tago
    - Abrantes
    - Alcanena
    - Constância
    - Entroncamento
    - Ferreira do Zêzere
    - Ourém
    - Sardoal
    - Tomar
    - Torres Novas
    - Vila Nova da Barquinha

  - Pinhal Interno Sud
    - Mação
- Alentejo
  - Lezíria do Tejo
    - Almeirim
    - Alpiarça
    - Benavente
    - Cartaxo
    - Chamusca
    - Coruche
    - Golegã
    - Rio Maior
    - Salvaterra de Magos
    - Santarém